# Henry Swinburne
Henry Swinburne (1743-1803) fue un escritor, viajero e hispanista inglés.

## Biografía
Nacido en familia católica, fue enviado al continente cuando era muy joven para completar sus estudios en un ambiente más acorde con sus creencias. Estudió en París, Burdeos y la Academia Real de Turín, centrándose en la literatura y el arte; llegó a dominar el francés y el italiano, y tras su matrimonio pasó algunos años en Gran Bretaña, pero, aprovechando que vivían de una pequeña renta, se dedicó a viajar con su mujer. Tras un año en Burdeos, su mujer quedó en Bayona y pasó los Pirineos iniciando un viaje por España invitado por Sir Thomas Gascoyne. Recorrieron la costa este, Andalucía, La Mancha, Madrid, Burgos y el Bidasoa. Publicó sobre este viaje sus Travels through Spain in the years 1775 and 1776 (Londres, 1779). Ilustrado con numerosos grabados, se revisan los monumentos principales y el autor recurre a libros y manuscritos para ayudarse en el mismo, y también a R. Waddilove, capellán de la embajada británica. Laborde lo tradujo al francés y es uno de los libros de viajes sobre España más citados.
Después emprendió un viaje por Francia y por Italia y las dos Sicilias durante 1777, 1778 y parte de 1779, y publicó Travels in the Two Sicilies (Londres, 1783-1785), traducido también por Laborde en 1785. Luego atravesó Austria, Alemania y Bélgica y volvió a Gran Bretaña en 1779, aunque por poco tiempo. Fue bien recibido en casi todas partes, e incluso en cortes poco amigas de Inglaterra, por su condición de católico y sabedor de muchos idiomas. Incluso pudo conocer a María Antonieta y frecuentar Versalles entre 1786 y 1788. Pero el desgraciado matrimonio de una hija suya provocó la ruina de toda la familia; negoció un intercambio de prisioneros en París en entre 1796 y 1797, fracasando estrepitosamente; partió en 1801 a la colonia de Trinidad y allí falleció poco después.

## Obras
- Travels through Spain in the years 1775 and 1776 (Londres, 1779).
- Travels in the Two Sicilies (Londres, 1783-1785).